# Tour de France 2016/16. Etappe
Die 16. Etappe der Tour de France 2016 wurde am 18. Juli 2016 ausgetragen. Sie führte über 209 Kilometer von Moirans-en-Montagne in die Schweizer Hauptstadt Bern. Dabei wurden etwa 100 Etappenkilometer durch Schweizer Staatsgebiet geführt. Es gab eine Bergwertung der 4. Kategorie sowie einen Zwischensprint in Ins nach 167,5 Kilometern.

## Rennverlauf
Die Fluchtgruppe des Tages bildeten zwei Fahrer der Mannschaft Etixx-Quick Step (EQS): Tony Martin und Julian Alaphilippe griffen etwa 15 Minuten nach dem Start an und konnten in der ersten Rennstunde etwa drei Minuten Vorsprung herausfahren. Mehrere Fahrer und Gruppen versuchten, zu den beiden aufzuschließen, keinem gelang es. Martin und Alaphilippe konnten maximal fünf Minuten Vorsprung aufbauen.
Der Zwischensprint spielte für die Ausreißer keine Rolle, im Feld setzte sich Peter Sagan (TNK) gegen Mark Cavendish (DDD) und Bryan Coquard (DEN) durch. Das Peloton holte auf, die Führenden lagen noch etwa 1:30 Minuten vorn. Die Bergwertung etwa 15 Kilometer vor dem Ziel gewann Tony Martin noch, anschließend wurde er vom Feld eingeholt, wo sich auch Julian Alaphilippe wieder befand.
Etwa zehn Kilometer vor dem Ziel versuchte Rui Costa eine Attacke, die jedoch nicht erfolgreich war. In der kleinen gepflasterten Steigung in der Berner Innenstadt fielen die reinen Sprinter zurück. Warren Barguil (TGA) zog den Sprint für seinen Teamkollegen John Degenkolb an. Degenkolb wurde am Ende aber nur Vierter – Alexander Kristoff (KAT) und Peter Sagan überquerten fast gleichzeitig die Ziellinie, im Photofinish lag Sagan vor Kristoff. Dritter wurde der Norweger Sondre Holst Enger (IAM).
Mit seinem dritten Etappensieg baute Peter Sagan die Führung in der Punktewertung gegenüber Mark Cavendish auf über 100 Punkte aus, sodass ihm der fünfte Gewinn des Grünen Trikots kaum noch zu nehmen ist. In den übrigen Wertungen gab es keine Verschiebungen auf den vorderen Plätzen. Erstmals wurden mit Julian Alaphilippe und Tony Martin zwei Fahrer gemeinsam als kämpferischste Fahrer ausgezeichnet. Das Duo von der Mannschaft Etixx-Quick Step führte über 170 Kilometer das Rennen an.

## Punktewertungen
| Zwischensprint in Ins BE nach 167,5 km auf 465 m ü. M. |                        |                          |         |
| 1.                                                     | Frankreich             | Julian Alaphilippe (EQS) | 20 Pkt. |
| 2.                                                     | Deutschland            | Tony Martin (EQS)        | 17 Pkt. |
| 3.                                                     | Slowakei               | Peter Sagan (TNK)        | 15 Pkt. |
| 4.                                                     | Vereinigtes Konigreich | Mark Cavendish (DDD)     | 13 Pkt. |
| 5.                                                     | Frankreich             | Bryan Coquard (DEN)      | 11 Pkt. |
| 6.                                                     | Tschechien             | Roman Kreuziger (TNK)    | 10 Pkt. |
| 7.                                                     | Italien                | Matteo Tosatto (TNK)     | 9 Pkt.  |
| 8.                                                     | Frankreich             | Sylvain Chavanel (DEN)   | 8 Pkt.  |
| 9.                                                     | Frankreich             | Thomas Voeckler (DEN)    | 7 Pkt.  |
| 10.                                                    | Vereinigtes Konigreich | Stephen Cummings (DDD)   | 6 Pkt.  |
| 11.                                                    | Frankreich             | Romain Sicard (DEN)      | 5 Pkt.  |
| 12.                                                    | Australien             | Rohan Dennis (OBE)       | 4 Pkt.  |
| 13.                                                    | Frankreich             | Adrien Petit (DEN)       | 3 Pkt.  |
| 14.                                                    | Spanien                | Alberto Losada (KAT)     | 2 Pkt.  |
| 15.                                                    | Frankreich             | Yohann Gène (DEN)        | 1 Pkt.  |

| Etappenziel in Bern nach 209 km auf 560 m ü. M. |                        |                            |         |
| 1.                                              | Slowakei               | Peter Sagan (TNK)          | 50 Pkt. |
| 2.                                              | Norwegen               | Alexander Kristoff (KAT)   | 30 Pkt. |
| 3.                                              | Norwegen               | Sondre Holst Enger (IAM)   | 20 Pkt. |
| 4.                                              | Deutschland            | John Degenkolb (TGA)       | 18 Pkt. |
| 5.                                              | Australien             | Michael Matthews (OBE)     | 16 Pkt. |
| 6.                                              | Schweiz                | Fabian Cancellara (TFS)    | 14 Pkt. |
| 7.                                              | Belgien                | Sep Vanmarcke (TLJ)        | 12 Pkt. |
| 8.                                              | Argentinien            | Maximiliano Richeze (EQS)  | 10 Pkt. |
| 9.                                              | Norwegen               | Edvald Boasson Hagen (DDD) | 8 Pkt.  |
| 10.                                             | Belgien                | Greg Van Avermaet (BMC)    | 7 Pkt.  |
| 11.                                             | Spanien                | Alejandro Valverde (MOV)   | 6 Pkt.  |
| 12.                                             | Osterreich             | Patrick Konrad (BOA)       | 5 Pkt.  |
| 13.                                             | Vereinigtes Konigreich | Chris Froome (SKY)         | 4 Pkt.  |
| 14.                                             | Sudafrika              | Louis Meintjes (LAM)       | 3 Pkt.  |
| 15.                                             | Frankreich             | Adrien Petit (DEN)         | 2 Pkt.  |